# Fernando Kanapkis
Fernando Alfredo Kanapkis García (Montevideo, 6 de junio de 1966) es un exfutbolista uruguayo que jugaba como defensa. Conocido como el «Caballo» Kanapkis, fue campeón uruguayo en 1988 con Danubio. Integró la selección uruguaya que disputó la Copa América 1993 en Ecuador.

## Biografía
Con 16 años debutó en 1982 en el Centro Atlético Fénix, donde jugó hasta 1986 cuando pasó a jugar en Danubio.
Con Danubio logró el Torneo Competencia 1988, el Campeonato Uruguayo de Primera División 1988 y disputó la Copa Libertadores 1989, en la que se llegó a semifinales.
En 1991 pasó al Deportivo Mandiyú de Corrientes (Argentina) y en 1992 volvió a Danubio. Regresó a Mandiyú en 1993 y en 1994 jugó en Atlético Mineiro de Brasil. 
Al año siguiente tuvo un paso fugaz por el Real Madrid, pero debido a problemas con la dirigencia volvió al futbol uruguayo.
Al año siguiente tuvo el primero de dos pasajes a Nacional y obtuvo el Torneo Clausura 1995. En 1996 fue a Huracán Buceo y en 1997 regresó a Nacional, cuando obtuvo el Torneo Apertura 1997.
Sus siguientes equipos fueron Rampla Juniors en 1998; Paysandú Bella Vista, de 1999 a 2000; Racing, de 2001 a 2003 y Alianza en 2004, año en el que se retiró.

### Retirada deportiva y años posteriores
Luego de su retiro como jugador profesional de fútbol Fernando Kanapkis continuó vinculado al deporte desde distintos enfoques, ya fuera participando como invitado a eventos y partidos a beneficio de diversas causas, así como también dando clases de fútbol. Desarrollando esta función docente fue que fundó dos escuelas de fútbol, una de ellas junto a su excompañero de Nacional Juan Ravera, y otra exclusivamente suya que funciona en el barrio Prado de Montevideo.
Kanapkis también estuvo vinculado a la Mutual Uruguaya de Futbolistas Profesionales como dirigente honorario.

### Selección uruguaya
Con la selección uruguaya disputó veinte partidos y marcó cinco goles, entre abril de 1992 y octubre de 1993. Disputó la Copa Lipton en 1992, la Copa América 1993 en Ecuador y las eliminatorias para la Copa Mundial 1994 en Estados Unidos, para la que Uruguay no clasificó.

## Clubes
| Club                 | País      | Año         |
| -------------------- | --------- | ----------- |
| Fénix                | Uruguay   | 1982 - 1986 |
| Danubio              | Uruguay   | 1986 - 1991 |
| Textil Mandiyú       | Argentina | 1991        |
| Danubio              | Uruguay   | 1992        |
| Textil Mandiyú       | Argentina | 1993        |
| Atlético Mineiro     | Brasil    | 1994        |
| Nacional             | Uruguay   | 1995        |
| Huracán Buceo        | Uruguay   | 1996        |
| Nacional             | Uruguay   | 1997        |
| Rampla Juniors       | Uruguay   | 1998        |
| Paysandú Bella Vista | Uruguay   | 1999-2000   |
| Racing               | Uruguay   | 2001-2003   |
| Alianza              | Uruguay   | 2004        |